# Толоконнікова Надія Андріївна
Надія Андріївна Толоконнікова (рос. Надежда Андреевна Толоконникова, також відома як Надя Толокно; нар. 7 листопада 1989, Норильськ) — учасниця панк-групи Pussy Riot, засновниця (разом з Марією Альохіною) організації з захисту прав увязнених «Зона Права» та мережевого ЗМІ «Медиазона», колишня учасниця арт-групи «Війна» і «московської фракції арт-групи Війна». Здобула всесвітню популярність навесні 2012 року після арешту у справі про «панк-молебні» у храмі Христа Спасителя. 17 серпня 2012 за участь в даній акції засуджена Хамовницьким судом до позбавлення волі на строк два роки за статтею «Хуліганство» (ч. 2 ст. 213 КК РФ). Відбувала покарання в жіночій колонії ІК-14 (Мордовія). Була звільнена 23 грудня 2013 по амністії, за два місяці до офіційного закінчення терміну ув'язнення. Після звільнення зайнялася правозахисною діяльністю, заснувавши разом з Марією Альохіною рух по захисту прав ув'язнених «Зона права».

## Життєпис
Надія Толоконнікова народилась у 1989 році в місті Норильську (Росія). В дитинстві паралельно з навчанням у школі займалась грою на фортепіано. Закінчивши школу із золотою медаллю, вирішила отримати вищу освіту в МДУ на філософському факультеті.[джерело?]

## Визнання
- Міжнародна правозахисна організація Amnesty International оголосила учасниць Pussy Riot в'язнями совісті[4][5].
- У серпні 2012 року арт-критикиня Ірина Кулик висунула учасниць Pussy Riot Марію Альохіну, Надію Толоконникову і Катерину Самуцевич на премію Кандинського у номінації «Проєкт року» за акцію в храмі Христа Спасителя. У лонг-лист премії, до якого за підсумками голосування експертів увійшла 21 робота, акція Pussy Riot не потрапила через недостатню кількість балів.[6][7][8]
- У 2012 році журнал Foreign Policy включив Толоконнікову разом з Катериною Самуцевич і Марією Альохіною в число 100 провідних інтелектуалів світу.[9]
- У 2012 році в російській версії журналу MAXIM Толоконнікова зайняла 18 місце в списку 100 найсексуальніших жінок Росії,[10] в тому ж році за результатами голосування на американському вебпорталі AskMen.com посіла 85 місце у списку «99 найбажаніших жінок», ставши у ньому єдиною росіянкою. Також редакція назвала Толоконнікову «найсексуальнішим російським в'язнем». У 2012 році їй пропонували з'явитися на обкладинці Playboy в Україні.[11][12]
- У грудні 2012 року французька газета Le Figaro назвала Толоконнікову «жінкою року». Тоді вона знаходилась у мордовській колонії. У рейтингу з 20 персон Толоконнікова випередила Мішель Обаму (2 місце) та Меріл Стріп (3 місце)[13].
- У березні 2013 року посіла 72 місце в списку «100 найвпливовіших жінок Росії», який щорічно складається радіостанцією «Ехо Москви».[14]
- У січні 2014 року фотографія Толоконнікової була на обкладинці газети «The Times».

## Особисте життя
Толоконнікова є пансексуалкою.